# Kryspina z Numidii
Św. Kryspina z Numidii (zm. 5 grudnia 304) – męczennica wczesnochrześcijańska, święta katolicka. W 304 roku ścięta w Tebaście za wiarę. Wspomnienie liturgiczne obchodzone jest 5 grudnia.

## Życiorys
Pochodziła z numidyjskiego miasta Thagora (dziś algierskie Toura). Była zamożną matroną, matką licznych dzieci. Była chrześcijanką. W tym okresie trwały prześladowania chrześcijan, prowadzone przez cesarza Dioklecjana oraz jego zięcia i przyszłego cesarza Galeriusza.
Prześladowania nie ominęły także Kryspiny, która znalazła się wśród pierwszych aresztowanych, gdyż jej wiara chrześcijańska i religijność była ogólnie znane.
Po aresztowaniu zażądano od niej publicznego oddania czci bogom Rzymu przez złożenie rytualnej ofiary kadzenia – po dokonaniu tego gestu miała zostać zwolniona. Jednak Kryspina odmówiła. W tej sytuacji prokurator rzymski Gaius Annius Anullinus nakazał jej aresztowanie. Ponownie zażądano od niej oddania hołdu rzymskim bogom. Kryspina jednak ponownie odmówiła odpowiadając: „Niech przemówią twoi bogowie!”. W tej sytuacji została skazana na śmierć i ścięta.
Kilka lat później na miejscu męczeństwa Kryspiny została wybudowana bazylika ku jej czci. Jej kult szybko się rozszerzał najpierw w rzymskiej Afryce, ale później na terenie Italii. Na szerzenie jej kultu wpływ miały pisma św. Augustyna z Hippony. Kryspina z Numidii jest wspominana do tej pory w Rawennie, w bazylice Sant’Apollinare Nuovo na wielkiej mozaice, która przedstawia orszak świętych kobiet.